# 아르차케나

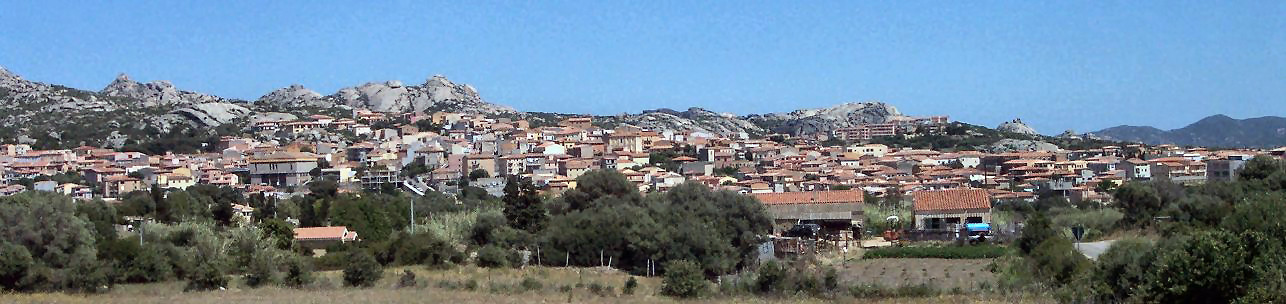
아르차케나

아르차케나(이탈리아어: Arzachena, 사르데냐어: Altzaghèna)는 이탈리아 시칠리아주 사사리도에 위치한 코무네로 면적은 228.61km2, 높이는 85m, 인구는 12,080명(2005년 10월 31일 기준), 인구 밀도는 53명/km2이다. 신석기 시대부터 사람이 살았으며 이 곳을 중심으로 한 신석기 시대의 문화인 아르차케나 문화로 유명한 곳이다.